# Municipio de Franklin (condado de Jackson, Ohio)
El municipio de Franklin (en inglés: Franklin Township) es un municipio ubicado en el condado de Jackson en el estado estadounidense de Ohio. En el año 2010 tenía una población de 2129 habitantes y una densidad poblacional de 22,35 personas por km².

## Geografía
El municipio de Franklin se encuentra ubicado en las coordenadas 38°58′59″N 82°37′26″O / 38.98306, -82.62389. Según la Oficina del Censo de los Estados Unidos, el municipio tiene una superficie total de 95.26 km², de la cual 95.13 km² corresponden a tierra firme y (0.13%) 0.13 km² es agua.

## Demografía
Según el censo de 2010, había 2129 personas residiendo en el municipio de Franklin. La densidad de población era de 22,35 hab./km². De los 2129 habitantes, el municipio de Franklin estaba compuesto por el 97.32% blancos, el 0.61% eran afroamericanos, el 0.19% eran amerindios, el 0.14% eran asiáticos, el 0.14% eran isleños del Pacífico, el 0.56% eran de otras razas y el 1.03% pertenecían a dos o más razas. Del total de la población el 1.41% eran hispanos o latinos de cualquier raza.